# Estanislau de Figueiredo Pamplona
Estanislau de Figueiredo Pamplona, conegut com a Pamplona, (24 de març de 1904 - 29 d'octubre de 1973) fou un futbolista brasiler.

## Selecció del Brasil
Va formar part de l'equip brasiler a la Copa del Món de 1930.

## Palmarès

### Club
- Campeonato Carioca (3):

Botafogo: 1930, 1933, 1934